# غيلان الشعلالي
غيلان الشعلالي (مواليد سنة 1994) هو لاعب كرة قدم تونسي يجيد اللعب كلاعب وسط لصالح نادي الترجي ومنتخب تونس.
حاز الشعلالي على حب الجمهور وزاد حب الجمهور له بداية مسيرته الرياضية في الترجي وواصل فيها

## روابط خارجية
- غيلان الشعلالي على موقع الاتحاد الدولي (مؤرشف)  (الإنجليزية)
- غيلان الشعلالي على موقع الاتحاد الأوربي (الإنجليزية)
- غيلان الشعلالي على موقع اتحاد تركيا (لاعب) (الإنجليزية)
- غيلان الشعلالي على موقع قاعدة بيانات كرة القدم.إي يو (الإنجليزية)
- غيلان الشعلالي على موقع ناشيونال فوتبول تيمز (الإنجليزية)
- غيلان الشعلالي على موقع Soccerway.com (الإنجليزية)
- غيلان الشعلالي على موقع عالم كرة القدم.نت (الإنجليزية)